# Ołeksij Korol
Aleksey Korol, właśc. Ołeksij Korol, ukr. Олексій Король (ur. 14 października 1977 roku w Kijowie) – ukraiński piłkarz, występujący na pozycji napastnika, trener piłkarski. Posiada obywatelstwo amerykańskie.

## Kariera
Wychowanek Szkoły Piłkarskiej Dynama Kijów. W 1992 razem z innymi 6 młodymi wychowankami Dynama otrzymał propozycję zamieszkania i nauki w Stanach Zjednoczonych, w Livonii w stanie Nowy Jork. Potem kontynuował naukę na Uniwersytecie Indiany. W 1998 pomógł studenckiej reprezentacji zdobyć mistrzostwo USA. W 1997 rozpoczął karierę piłkarską w Kalamazoo Kingdom. W latach 2000–2001 występował w klubie Dallas Burn walczącej w MLS. W 2001 został wypożyczony do Atlanta Silverbacks. W 2002 został zaproszony do Chicago Fire. Potem bronił barw klubów Rochester Raging Rhinos, Indiana Blast, Pittsburgh Riverhounds, Charleston Battery i Harrisburg City Islanders. Również grał w klubach futsalowskich Kansas City Comets. i Rockford Rampage. W 2007 zakończył karierę piłkarską.
Po zakończeniu kariery piłkarskiej rozpoczął pracę szkoleniową. W latach 2006–2008 pomagał trenować drużynę studencką UIC Flames, a od 2009 Indiana Hoosiers.